# Grażyna Werner
Grażyna Werner (* 12. Februar 1955 in Warschau) ist eine deutsch-polnische Quizspielerin und Autorin. 2017 war Werner in fünf Folgen der Quizsendung Gefragt – Gejagt als Jägerin („die Gouvernante“) zu sehen.

## Leben
Werner gründete als Ich-AG ihr Unternehmen Sprachendienst Werner in Halle (Saale). Sie bietet dort unter anderem Dienste als Übersetzerin, Dolmetscherin und Sprachlehrerin an. Als Dolmetscherin ist sie auch in der Justizvollzugsanstalt Halle tätig. Zudem ist sie vereidigte Dolmetscherin für Gerichte und die Polizei in Sachsen-Anhalt. Neben ihrer Muttersprache Polnisch spricht Werner noch Deutsch, Spanisch, Französisch, Italienisch, Russisch und ein wenig Englisch. Sie hat einen Magister in Germanistik.
Sie wohnt seit 1986 in Halle (Saale), ist verheiratet und hat eine Tochter.
Ende 2015 war sie Kandidatin bei der Sendung Gefragt – Gejagt, in der sie Anfang 2017 auch als Jägerin zeitweise auftrat. Bei der Quizweltmeisterschaft 2016 erreichte sie Rang 73 von 87 unter den deutschen Teilnehmern.

## Veröffentlichungen
Grażyna Werner hat verschiedene Bücher ins Deutsche übersetzt sowie selbst verfasst. Eine Auswahl der von ihr veröffentlichten Sachbücher:
- Wortschatzübungen: Grundstufe Deutsch als Fremdsprache. Schubert, Leipzig 1996, ISBN 3-929526-29-8. (2., veränd. Aufl. 2002, ISBN 3-929526-66-2.)
- Übungsbuch Polnisch. Schubert, Leipzig 2002, ISBN 3-929526-71-9. (2., völlig neu bearb. und erw. Aufl. 2011, ISBN 978-3-941323-06-3.)
- Langenscheidt: Grammatiktraining Deutsch. 8. Auflage. Langenscheidt, Berlin 2009, ISBN 978-3-468-34940-9. (dito: 9. Auflage, 2011.)
- Langenscheidt: Grammatiktraining Deutsch als Fremdsprache. Langenscheidt, Berlin 2015, ISBN 978-3-468-34898-3.
- mit Sarah Fleer: Langenscheidt: Alles für Deutsch. Langenscheidt bei Pons, Stuttgart 2017, ISBN 978-3-12-563283-7.